# The Book of Taliesyn
| Recensione              | Giudizio   |
| ----------------------- | ---------- |
| AllMusic                | [ 1 ]      |
| Sputnikmusic            | 3.0 (Good) |
| Piero Scaruffi          | [ 3 ]      |
| Dizionario del Pop-Rock | [ 4 ]      |
| 24.000 dischi           | [ 5 ]      |

The Book of Taliesyn è il secondo album in studio del gruppo musicale inglese Deep Purple, pubblicato nell'ottobre 1968 dalla Tetragrammaton Records negli Stati Uniti e nel giugno 1969 dalla Harvest Records nel Regno Unito.

## Storia
A seguito dell'inaspettato successo in nord America del loro precedente album, anticipato dal 45 giri Hush pubblicato a giugno dello stesso anno e che raggiunse la quarta posizione nella classifica dei singoli negli USA e la seconda in Canada, diversamente dalla scarsa accoglienza ricevuta in patria, si programmò un lungo tour nel nord America da ottobre 1968; l'etichetta americana del gruppo, la Tetragrammaton Records, ritenne che fosse meglio avere un nuovo album da promuovere durante questo tour oltre al fatto che gli otto brani presenti sull'album di debutto non erano ritenuti sufficienti per un tour e pertanto il gruppo venne rimandato in studio a due mesi della partenza e quando il loro primo album non era ancora stato pubblicato nel Regno Unito.
La richiesta di incidere un nuovo album solo tre mesi dopo il loro debutto discografico trovò però il gruppo impreparato a causa della intensa attività di promozione che aveva seguito la pubblicazione del loro primo album che non gli aveva lasciato tempo per comporre nulla di nuovo. Messi sotto pressione, i membri del gruppo alla fine realizzarono quattro nuove composizioni ma per riempire l'album fu necessario ricorrere a tre cover: Kentucky Woman di Neil Diamond che il gruppo aveva già suonato dal vivo in un programma della BBC, River Deep - Mountain High di Ike & Tina Turner e We Can Work It Out dei Beatles scelta perché Paul McCartney in persona aveva espresso gradimento per la loro versione di Help! presente nel precedente album.
Le prove iniziarono ad agosto 1968 presso gli studi De Lane Lea Studios in Kingsway a Londra; la Tetragrammaton prenotò lo studio per due settimane. Il gruppo registrò Shield e Anthem il primo giorno mentre i successivi vennero impiegati per comporre e registrare Exposition/We Can Work It Out e Listen, Learn, Read On. Il 19 agosto il gruppo concluse i lavori con la registrazione di Kentucky Woman e Wring That Neck; venne composto e registrato anche un pezzo strumentale che però venne scartato mentre River Deep - Mountain High, che avrebbe dovuto essere l'ultima traccia, venne lasciata per ultima ma richiese più tempo del previsto e venne completata solo il 10 ottobre, molto tempo dopo la scadenza programmata delle sedute di registrazione. La successiva fase di missaggio venne realizzata a ottobre ma senza la presenza del gruppo già impegnato nel tour; inizialmente esso non convinse il gruppo e il suono risultò più pulito e pesante rispetto a quello del loro debutto.
L'album non ottiene lo stesso successo del primo e comincia a crearsi il clima che porterà all'allontanamento di Evans e Simper.
Nelle tracce bonus della versione rimasterizzata è presente Hey Bop a Re Bop, una traccia che verrà rielaborata e che diverrà The Painter e pubblicata nel successivo album Deep Purple.
L'album venne pubblicato negli USA a ottobre 1968 giusto in tempo per il tour; l'etichetta americana volle che fosse cambiato il titolo del pezzo strumentale Wring That Neck in Hard Road, in quanto lo considerava troppo violento, e lo inserì come lato B del singolo Kentucky Woman pubblicato nel dicembre 1968.

## Pubblicazione e accoglienza
L'album raggiunse la posizione n° 54 nella classifica degli USA e la n° 48 in quella canadese mentre il singolo raggiunse la posizione n° 38 negli USA e nonostante i numerosi passaggi radiofonici non raggiunse il successo del singolo Hush.
Per aumentare le vendite venne realizzata una versione più breve di River Deep - Mountain High che venne pubblicata come singolo solo in USA e Canada nel febbraio 1969 con Listen, Learn, Read On come lato B ma andò peggio del precedente singolo raggiungendo solo la posizione n° 53 negli USA e n° 42 in Canada. L'album venne distribuito in Canada nel 1968 e in Giappone nel 1969 dalla Polydor Records; EMI ne posticipò la pubblicazione nel Regno Unito a giugno 1969, dopo che il gruppo era tornato dal tour nel nord America e ne aveva programmato un altro in patria. All'epoca il gruppo aveva già registrato e pubblicato negli Stati Uniti il terzo album Deep Purple e registrato un nuovo singolo con la nuova formazione. The Book of Taliesyn fu il primo album del catalogo della Harvest Records, una nuova etichetta della EMI dedicata al progressive rock. Nel Regno Unito venne pubblicato il singolo Kentucky Woman con Wring That Neck come lato B nel dicembre 1968 ma venne ritirato dopo solo sei settimane. Come era successo per il precedente album, anche in questo caso l'album e il relativo singolo ricevettero scarsa promozione in patria vendendo molto meno che all'estero.

## Tracce
Lato A
1. Listen, Learn, Read On – 4:02 (Ritchie Blackmore, Jon Lord, Rod Evans, Ian Paice)
2. Wring That Neck – 5:14 (Ritchie Blackmore, Nick Simper, Jon Lord, Ian Paice)
3. Kentucky Woman – 4:43 (Neil Diamond)
4. a) Exposition b) We Can Work It Out – 6:56 (a) Ritchie Blackmore, Nick Simper, Jon Lord, Ian Paice b) John Lennon, Paul McCartney)

Lato B
1. The Shield – 6:00 (Ritchie Blackmore, Rod Evans, Jon Lord)
2. Anthem – 6:29 (Rod Evans, Jon Lord)
3. River Deep - Mountain High – 10:06 (Jeff Barry, Ellie Greenwich, Phil Spector)

### Edizione del 2000 (EMI Records, 7243 5 21608)
1. Listen, Learn, Read On – 4:05 (Ritchie Blackmore, Jon Lord, Rod Evans, Ian Paice)
2. Wring That Neck – 5:14 (Ritchie Blackmore, Jon Lord, Nick Simper, Ian Paice)
3. Kentucky Woman – 4:45 (Neil Diamond)
4. a) Exposition b) We Can Work It Out – 7:07 (a) Ritchie Blackmore, Nick Simper, Jon Lord, Ian Paice b) John Lennon, Paul McCartney)
5. The Shield – 6:06 (Ritchie Blackmore, Rod Evans, Jon Lord)
6. Anthem – 6:32 (Rod Evans, Jon Lord)
7. River Deep - Mountain High – 10:13 (Jeff Barry, Ellie Greenwich, Phil Spector)
8. Oh No No No – 4:25 (Bert Russel, Mike Leander) – Traccia bonus - studio outtake, dicembre 1968
9. It's All Over – 4:14 (Bert Russel, Mike Leander) – Traccia bonus - BBC Top Gera Session, 14 gennaio 1969
10. Hey Bop a Re Bop – 3:32 (Ritchie Blackmore, Rod Evans, Jon Lord, Ian Paice) – Traccia bonus - BBC Top Gera Session, 14 gennaio 1969
11. Wring That Neck – 4:42 (Ritchie Blackmore, Nick Simper, Jon Lord, Ian Paice) – Traccia bonus - BBC Top Gera Session, 14 gennaio 1969
12. Playground – 4:29 (Ritchie Blackmore, Nick Simper, Jon Lord, Ian Paice) – Traccia bonus - studio outtake strumentale remixato, 18 agosto 1968

## Formazione
- Rod Evans - voce
- Jon Lord - tastiere, voce
- Ritchie Blackmore - chitarra
- Nick Simper - basso, voce
- Ian Paice - batteria

Note aggiuntive
- Derek Lawrence - produttore
- Registrazioni effettuate al De Lane Lea Studios di Londra, Inghilterra
- Barry Ainsworth - ingegnere delle registrazioni
- Jon Lord - arrangiamento strumenti ad arco
- John Vernon Lord - illustrazione copertina album original
- Les Weisbrich - art direction copertina album originale[7]

## Cover
Il brano Anthem venne inciso dal complesso italiano Le Macchie Rosse con il titolo Il vento della notte e in italiano con il titolo Il vento della notte anche dal cantante Delfo.

## Classifica
Album
| Anno | Classifica    | Posizione raggiunta |
| ---- | ------------- | ------------------- |
| 1969 | Billboard 200 | 54                  |

Singoli
| Anno | Titolo del brano         | Classifica        | Posizione raggiunta |
| ---- | ------------------------ | ----------------- | ------------------- |
| 1968 | Kentucky Woman           | Billboard Hot 100 | 38                  |
| 1969 | River Deep-Mountain High | Billboard Hot 100 | 53                  |